# Kim-Jho Gwangsoo
En aquest nom coreà, el cognom és Kim-Jho.
Kim-Jho Gwangsoo   (Seongbuk, 26 de març de 1965), també conegut com a Peter Kim, és un director de cinema, guionista, productor de cinema i activista dels drets LGBT sud-coreà.

## Primers anys
Kim Gwang-soo va néixer en el districte de Seongbuk, Seül. Era el segon fill de dos fills i dues filles del seu pare, Kim Hyung-jin, que va néixer a Jinnampo (província de Pyongan del Sud), i la seva mare, Jo Jung-yul, Maengsang- gun (província de Pyongan del Sud).

## Educació
Va anar a l'escola primària de Seül Songcheon (서울송천초등학교), després, sense moure's de la ciutat, va anar a l'escola privada d’educació secundària Shinil (신일중학교). En acabar, va estudiar en la Universitat de Corea.

## Carrera professional
Va sortir de l'armari en 2006, i va canviar legalment el seu nom pel de Kim Jho Gwang-soo. Kim-Jho és un dels pocs directors de cinema obertament homosexuals de Corea del Sud i ha participat en la producció de diverses obres de temàtica LGBT.
Va col·laborar amb el director Leesong Hee-il en la producció de la pel·lícula de 2006 Huhoehaji Anha (No Regret, 'Sense remordiments') considerada com "el primer llargmetratge gai real de Corea". En 2008, va dirigir i va escriure el seu primer curtmetratge, Sonyeon, Sonnyeoneul Mannada (Boy Meets Boy, 'Noi coneix noi') així com dues continuacions: Chingusai? (Just Friends?, 'Només amics?') (2009) i LOVE, 100 °C (2010). El seu primer llargmetratge, Du Beon-ui Gyeol-hon-sik-gwa Han Beon-ui Jang-nye-sik (Two Weddings and a Funeral, 'Dues noces i un funeral'), es va estrenar en 2012.
En 2014, es va unir al Partit Verd i exerceix com a president del Comitè Especial de Drets Humans de les Minories.

## Vida personal
Kim Jho va celebrar una cerimònia de noces públiques i no legal amb el distribuïdor de cinema David Kim Seung-hwan (la seva parella des de 2004), a Seül el 7 de setembre de 2013, la primera d'aquest tipus al país que no reconeix els matrimonis entre persones del mateix sexe. Els preparatius de les seves noces i la mateixa cerimònia van ser objecte del documental de Jang Hee-sun de 2015 Mai Peeo Weding (My Fair Wedding).